# Concord (Karolina Północna)
Concord – miasto w Stanach Zjednoczonych, w stanie Karolina Północna, siedziba administracyjna hrabstwa Cabarrus. Według spisu z 2020 roku liczy 105,2 tys. mieszkańców. Jest drugim co do wielkości miastem w obszarze metropolitalnym Charlotte.

## Miasta partnerskie
- Freeport, Bahamy
- Killarney, Irlandia
- Siena, Włochy[2]